# Herb Trimpe
Compléments
Captain Britain
Wolverine
Herbert « Herb » Trimpe est un dessinateur et scénariste américain de comics né le 26 mai 1939 à Peekskill, dans l'État de New York, et décédé le 13 avril 2015. Herb Trimpe est connu pour avoir dessiné pendant près de cent numéros les aventures de Hulk dans les années 1970 et créé graphiquement, dans un de ces épisodes, le personnage de Wolverine.

## Biographie
Herb Trimpe suit des études de dessinateurs au New York City's School for Visual Arts et commence, en même temps à être publié. Il encre et s'occupe de dessiner les décors pour de nombreux comics dont  Boris Karloff Thriller. Il participe pendant un an à la guerre du Viêt Nam dans l'US Air Force. En 1966, il est de retour aux États-Unis et commence à travailler pour Marvel Comics. Il restera fidèle à cet éditeur jusqu'en 1996, dessinant de nombreuses séries dont Les Défenseurs Marvel Team-Up, Captain America et surtout The Incredible Hulk. Alors que Marie Severin est la dessinatrice attitrée, il encre quelques-unes de ses histoires. Au no 106 de la série, il s'occupe du dessin sur des crayonnés de Severin et au numéro suivant, il est seul dessinateur des aventures du titan vert. Il travaille sur cette série pendant près de 100 numéros dans les années 1970 et certains de ses épisodes sont encrés par John Severin, le frère de Marie. Il se marie à Linda Fite, scénariste de comics chez Marvel avec laquelle il a trois enfants. Après son départ de Marvel, il devient enseignant. Bien qu'il ait quitté le monde des comics, il dessine encore parfois quelques séries.

## Œuvres
- Ghost Rider (Phantom Rider)
- Ka-Zar
- Killraven
- Hulk
- Amazing Adventures
- Strange Tales (Marvel Comics)
- Marvel Super-Heroes
- Marvel Feature
- Défenseurs
- Ant-Man
- Machine Man
- Rawhide Kid
- Spider-Man
- Transformers
- Indiana Jones (comics)
- G.I. Joe
- BPRD

## Créations
- Captain Britain (cocréateur Chris Claremont)
- Godzilla (en comics)
- Skeletron (cocréateur Mark Gruenwald)
- Hurricane aka Albert Potter  (cocréateur Chris Claremont)
- Wide-Load; Poppa Wheelie  (cocréateur Al Milgrom)
- Zzzax (cocréateur Steve Englehart)
- Doc Samson (cocréateur Roy Thomas)
- Captain Omen (cocréateur Steve Englehart)
- Wolverine (personnage de James Howlett) (cocréateurs Len Wein et John Romita Sr.)
- Kismet (Marvel Comics) (cocréateur Len Wein, David Kraft)

## Prix et récompenses
- 2002 : prix humanitaire Bob-Clampett